# هاردکور (فیلم)
هاردکور (انگلیسی: Hardcore) یک فیلم درام جنایی به کارگردانی پل شریدر محصول سال ۱۹۷۹ است. از بازیگران آن می‌توان به جرج سی. اسکات، پیتر بویل، سیزن هوبلی، دیک سارجنت و گری گراهام اشاره کرد.